# Пашков Петро Олександрович
Петро́ Олекса́ндрович Пашко́в (нар. 5 травня 1956, Донецьк) — український піаніст, композитор, аранжувальник, керівник ансамблю «Джаз вуйко бенд».

## Життєпис
Початкову музичну освіту здобув у Рильській музичній школі, професійну — в Донецькому музичному училищі.
1981 — закінчив Київську консерваторію (клас фортепіано Л. А. Вайнтрауба).
Виступає з 1975: спочатку виступив разом з піаністом Євгеном Пухлянком на новорічному вечорі київського Інтерклубу. Згодом знайомиться з відомим джазовим критиком, журналістом, ведучим джазових концертів Андрієм Шеломенцевим, який влаштовував джазові вечори. 1970—1980 років Пашков стає частим гостем таких вечорів.
1979—1985 — піаніст оркестру Київського театру естради під керівництвом О. І. Шаповала.
З 1985 — викладач по класу фортепіано та імпровізації відділу естрадно-джазового виконавства у Київському музичному училищі ім. Р. М. Глієра.
1979—1993 очолював різні ансамблі, з якими брав участь у фестивалях «Хібінські зорі» в Апатитах Мурманської області (1986 — ансамбль КОД), «Голосієве-88» (Київ), «Кришталевий Лев» (Львів, 1988—1989), «Джаз-рок джемборі» (Будапешт, 1991).
Очолював ансамбль «Джаз вуйко бенд», з яким виступав на фестивалях «Jazz Fest» (Суми, 1994), «Горизонти джазу» (Кривий Ріг, 1994, 1996). Співробітничав з альт-саксофоністом Костянтином Кляшторним.
Виступав з британським саксофоністом Біллом Скітом (1996).
Гастролював в Угорщині (1991), Греції (1996).
Автор численних джазових творів, зокрема «Чорнобильської симфонії» (1996).

## Твори
- Супер вуйко блюз. 5 джазовых пьес для фортепиано. К., 1996.(рос.)

## Дискографія
- «Це не хеві метал рок». Джаз-студио группы Петра Пашкова. «Мелодия» С60 31311 007 (1990) — LP.(рос.)